# Lleó Xarvaixidze
Lleó Xarvaixidze (Muhammad Paixà) fou príncep d'Abkhàzia del 1779 al 1789. Era fill de Hamid Beg Xarvaixidze i germà de Mamuka I Xarvaixidze. Des del 1771 estava rebel·lat contra Turquia. Quan el seu nebot Zurab Xarvaixidze es va acostar als otomans el va deposar i va ocupar el seu lloc. Es deia Muhàmmad, però es va fer cristià i va prendre el nom de Lleó. El 1789 va ser deposat i substituït per Keleix Ahmad Beg Xarvaixidze, que havia estat educat a Constantinoble.